# مانور مداری
مانور مداری (به انگلیسی: Orbital maneuver)، در پروازهای فضایی، یک مانور مداری (در غیر این صورت به عنوان یک سوزاندن شناخته می‌شود) استفاده از سیستم نیروی محرکه برای تغییر مدار یک فضاپیما است. برای یک فضاپیمای دور از زمین (به عنوان مثال آنهایی که در مدارهایی به دور خورشید می‌گردند) یک مانور مداری یک «مانور در اعماق فضا (دی‌اس‌ام DSM)» نامیده می‌شود.
ماندن پرواز، به ویژه در مدار انتقال، پهلوگیری خوانده می‌شود.

نسبت جرم موشک در برابر سرعت نهایی که با استفاده از معادله موشک محاسبه شده‌است.

## معادله موشک
معادلهٔ موشک تسیولکوفسکی، یا معادلهٔ موشک ایدئال معادله‌ای است که برای دنبال کردن کارِ وسیله‌های نقلیهٔ پرتابی که از قاعدهٔ کلی و بنیادی کارِ یک موشک پیروی می‌کنند؛ مواردی که وسیله‌ای می‌تواند با بیرون دادن بخشی از جرم خود با سرعت بالا، به خود شتاب دهد (و ایجاد رانش) در اثر پدیدهٔ پایستگی انرژی کند، کاربرد دارد. به ویژه آن‌که، این یک معادلهٔ ریاضی است که: دلتا-V یا {\displaystyle \Delta {v}} (تغییر حداکثر سرعت موشک اگر هیچ نیروی خارجی دیگر بر آن عمل نمی‌کند) را با تکانهٔ ویژهٔ مؤثر و جرم اولیه و نهایی یک راکت (و یا هر موتور واکنشی دیگر)، مربوط می‌کند.
برای هر چنین مانوری (یا چنین مانورهایی، برای ماموریت‌های چند مرحله‌ای):
{\displaystyle \Delta v=v_{\text{e}}\ln {\frac {m_{0}}{m_{1}}}}
که در اینجا:
{\displaystyle m_{0}}  جرم اولیه راکت است، که جرم سوخت پیشران را هم شامل می‌شود.
{\displaystyle m_{1}} جرم نهایی است،
{\displaystyle v_{\text{e}}} سرعت مؤثر گاز خروجی است که به‌صورت ({\displaystyle v_{\text{e}}=I_{\text{sp}}\cdot g_{0}} تصریح شده که {\displaystyle I_{\text{sp}}} تکانه ویژه و  {\displaystyle g_{0}} ثابت گرانش است),
{\displaystyle \Delta v\ } is